# Mantet
Mantet – miejscowość i gmina we Francji, w regionie Oksytania, w departamencie Pireneje Wschodnie.
Według danych na rok 1990 gminę zamieszkiwało 26 osób, a gęstość zaludnienia wynosiła 1 os./km² (wśród 1545 gmin Langwedocji-Roussillon Mantet plasuje się na 874. miejscu pod względem liczby ludności, natomiast pod względem powierzchni na miejscu 259.).

## Populacja

Populacja Mantet w latach 1962–2008